# Kościół Matki Bożej Częstochowskiej w Orzechowie
Kościół Matki Bożej Częstochowskiej w Orzechowie – murowany, modernistyczny, rzymskokatolicki kościół parafialny w Orzechowie, w powiecie wrzesińskim, w województwie wielkopolskim.
Zlokalizowany w północnej części Orzechowa, na skraju ulic Bukowej i Jabłoniowej.

## Historia i opis budowli
Do roku 1924 wioski Pięczkowo i Orzechowo należały do parafii Dębno nad Wartą w Archidiecezji Poznańskiej. Wierni z tych wiosek ze względu na trudności przedostania się do kościoła parafialnego (nieuregulowana rzeka Warta) napisali petycję do Władz Duchownych o odłączenie ich z parafii Dębno i przyłączenie do parafii w Czeszewie.
Władza Duchowna uwzględniła petycję (wpłynął na to fakt, że w roku 1904 w dzień I Komunii Św. na promie w Dębnie utonęło 9 dzieci komunijnych – rzeka Warta często groziła niebezpieczeństwem powodzi).

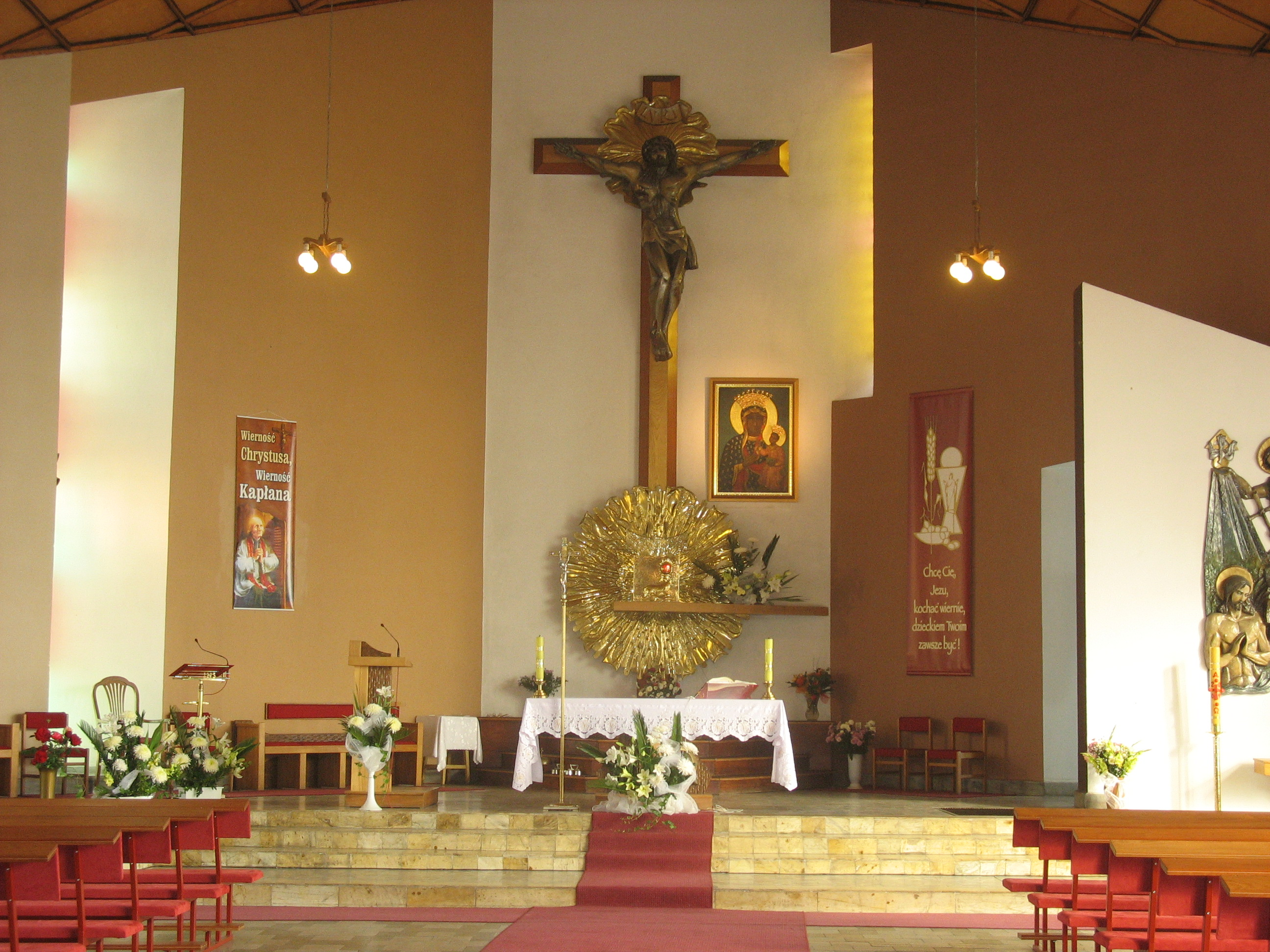
Wnętrze świątyni - prezbiterium

W dniu 19 marca 1972 utworzono parafię Matki Bożej Częstochowskiej w Orzechowie, w skład której wchodziły wioski: Orzechowo i Pięczkowo. Proboszczem tej parafii został ksiądz Marian Kałążny, który prędzej był wikariuszem w parafii Najświętszego Serca Pana Jezusa w Bydgoszczy w latach 1961–1966 oraz w parafii Świętego Stanisława we Wrześni w latach 1966–1968.
Po 4 latach, tj. w 1976, na drodze długich i żmudnych negocjacji, parafia otrzymała pozwolenie na budowę świątyni i budynku administracyjno-mieszkalnego. Właściwą budowę rozpoczęto w 1977. Autorem projektu był arch. Aleksander Holas z Poznania, kierownikiem robót – inż. Władysław Radziński z Wrześni. Projekt wystroju wnętrza świątyni wykonał inż. plastyk Ireneusz Daczka z Leszna.
2 lata później, tj. w dniu 14 czerwca 1979 uroczyście wmurowano kamień węgielny. Dokonał tego ks. bp Jan Czerniak – Sufragan Gnieźnieński. Cała uroczystość odbyła się w obecności duchowieństwa dekanatu miłosławskiego oraz sąsiednich dekanatów.
Budowę świątyni zakończono 6 września 1987, w tym też dniu ks. kard. Józef Glemp – prymas Polski dokonał uroczystego jej poświęcenia. Obraz Matki Boskiej Częstochowskiej dla tej Świątyni poświęcił Ojciec Święty Jan Paweł II na Jasnej Górze podczas III pielgrzymki do Ojczyzny. Uroczyste wprowadzenie Obrazu do nowej Świątyni odbyło się na zakończenie Misji Św. w wigilię poświęcenia Świątyni w dniu 5 września 1987.
11 maja 2005 zmarł ks. kan. Marian Kałążny. Następnym proboszczem został ks. Eugeniusz Bednarek, uroczystego wprowadzenia nowego proboszcza w dniu 11 czerwca 2005 dokonał ks. bp Bogdan Wojtuś.
26 sierpnia 2012 konsekrowano kościół parafialny w Orzechowie, uroczystości tych dokonał ks. prymas Józef Kowalczyk.